# Dolná Streda
Dolná Streda (hongrois : Alsószerdahely) est un village de Slovaquie situé dans la région de Trnava.

## Histoire
Première mention écrite du village en 1283.

## Démographie

### Évolution de la population
| Année:               | 1994. | 2004.   | 2014.   | 2024.    |
| -------------------- | ----- | ------- | ------- | -------- |
| Nombre de personnes: | 1255  | 1374    | 1482    | 1778     |
| Différence:          |       | +9,48 % | +7,86 % | +19,97 % |

| Année:               | 2023. | 2024.   |
| -------------------- | ----- | ------- |
| Nombre de personnes: | 1790  | 1778    |
| Différence:          |       | -0,67 % |